# 1 september
1 september är den 244:e dagen på året i den gregorianska kalendern (245:e under skottår). Det återstår 121 dagar av året.

## Återkommande bemärkelsedagar

### Nationaldagar
- Libyens nationaldag
- Slovakiens nationaldag
- Uzbekistans nationaldag

### Helgdagar
- Denna dag var helgdag i Sverige t.o.m. år 1599

## Namnsdagar

### Svenska almanackan
- Nuvarande – Samuel och Sam

- Föregående i kronologisk ordning[1][2]

- Före 1901 – Egidius, Gideon och Gillis

Egidius firades på denna dag till minne av Egidius en frankisk eremit, som dog omkring 700. Gideon efter Gideon i Domarboken förekom under 1600-talet på 10 oktober och under 1700-talet på dagens datum, men utgick sedan. 1986 återinfördes det på 18 december, men flyttades 1993 till 9 maj och utgick 2001. Gillis förekom på dagens datum på 1790-talet, men utgick sedan. 1986 återinfördes det på 12 april, men utgick 2001.
- 1901–1985 – Samuel

Namnet infördes 1700 på 20 augusti, men flyttades 1901 till dagens datum, där det har funnits sedan dess.
- 1986–1992 – Samuel, Sam och Solveig

Sam utgick 2001, men återinfördes 2011 på dagens datum. Solveig flyttades 1993 till 4 juni, där det har funnits sedan dess.
- 1993–2000 – Samuel och Sam
- 2001–2010 – Samuel
- Från 2011 – Samuel och Sam

### Finlandssvenska almanackan
- Nuvarande från 1929[3] – Gottfrid
- I föregående revideringar[a][4]
  - inga ändringar sedan 1929

## Händelser
- 1625 – Stora branden 1625 i Gamla stan i Stockholm. En brand utbryter på kvällen i Kåkbrinken i Stockholm och en stor del av sydvästra Gamla stan brinner ner. Detta utgör starten för 1600-talets stora omdaning av staden. Branden blir en katastrof, som totalförstör den sydvästra delen av Stadsholmen. Det råder hård vind från Mälaren och elden kan inte hejdas utan sprider sig hastigt snabbt bland trähusbebyggelsen och vedförråden i de smala gränderna. Hård vind ger bra näring för elden. Ett stort område söder om Kåkbrinken och väster om Västerlånggatan totalförstörs. Branden som når ända upp till Västerlånggatans stenhus gör att ett tag  är Tyska kyrkan hotad. Branden varar i tre dagar och förstör en femtedel av dåvarande Stockholm. Ett resultat av brandkatastrofen blir en skärpning av brandförebyggande åtgärder som innebär att brandmästare och rotemästare skall besiktiga skorstenar och brädtak samt se till att husen har den påbjudna släckningsutrustningen.
- 1736 – Sveriges rikes lag, som ersätter de medeltida lagarna Kristofers landslag från 1442 (som bygger på Magnus Erikssons landslag från 1350 och stadslagen (även den från 1350), träder i kraft och utges av Jacob Wilde. Eftersom den är antagen 1734 är den även känd som 1734 års lag och även om den sedan dess kraftigt har modifierats är det den ännu gällande lagtexten i Sverige. Jacob Wilde var en hävdatecknare, akademiker och ämbetsman. Han var professor i historia, vältalighet, juridik och grekiska, kabinettssekreterare i Holstein samt svensk kunglig rikshistoriograf.
- 1804 – Karl Ludwig Harding upptäcker asteroid 3 Juno.
- 1854 – James Ferguson upptäcker asteroid 31 Euphrosyne.
- 1920 – Fransmännen grundar staten Libanon med Beirut som huvudstad.  Libanonområdet blev 1920 det vill säga proklamerat som egen stat under Frankrikes NF-mandat (État du Grand Liban) och inneha med landets nuvarande gränser.
- 1923 – De japanska städerna Tokyo och Yokohama drabbas av en kraftig jordbävning (med styrkan 7,9 på richterskalan) och samtidigt en stor härjande brand som skördar 140 000 dödsoffer och ödelägger cirka 700 000 hus. Branden förstör drygt 40% av staden och sammanlagt fler än 440 000 byggnader, vilket är majoriteten av de förstörda byggnaderna. Resterande 260 000 byggnader förstörs av jordbävningen. På grund av trasiga vattenledningar försämras eldbekämpningen och branden kan spridas häftigare. De ekonomiska förlusterna från jordbävningen har uppskattats till 100 miljarder amerikanska dollar. En anledning till att storbranden blir så omfattande är att de flesta japanska städerna vid denna tid är byggda i trä. De heta, torra och blåsiga förhållandena som råder i Tokyo, bidrar till den stora branden.
- 1939 – Andra världskriget inleds då tyska trupper klockan 04.40 går över gränsen till Polen.
- 1948 – SAAB 29 "Tunnan" flyger för första gången.
- 1949 – Adidas skapas den 1 september 1949 då de tre banden, die drei Streifen, blir ett registrerat varumärke. År 1952 var Adidas med vid de olympiska spelen i Helsingfors. Adidas är i modern tid ett tyskt multinationellt företag som tillverkar kläder och skor för en rad olika sporter och vardagligt bruk. Adidas är ett av världens största märken inom sportklädesindustrin och finns över hela världen. Adidas hade dock emellertid en liten smygstart redan på 1920-talet då bröderna Adolf Dassler och Rudolf Dassler tillsammans börjar tillverka skor och får snabbt framgångar. År 1924 finns det tolv medarbetare och tillverkar dagligen runt 50 par skor. Från 1925 tillverkar Adolf Dassler sina första fotbollsskor. År 1927 har antalet medarbetare ökat till 25 och man tillverkar 100 par skor per dag. Den första fabriken står klar. År 1928 och 1932 har man äran att vara leverantör av skor till Tysklands olympialag. År 1932 tar den tyska friidrottaren Arthur Jonath brons på 100 meter med Adolf Dasslers skor. Efter kriget beslagtar den amerikanska armén fabriken. Dassler får i uppdrag att tillverka skridskor. År 1947 upphör den amerikanska arméns styre över företaget och i samma veva beslutar bröderna Rudi och Adi Dassler att gå skilda vägar.
- 1951 – Försvarspakten ANZUS skapas mellan Australien, Nya Zeeland och USA. Den undertecknas 1 september 1951 och träder i kraft i april 1952. Dess högkvarter är beläget i Canberra, Australien.
- 1969 – Officerare ledda av Muammar al-Gaddafi störtar kung Idis I av Libyen och skapar en islamisk socialistisk republik.[5]
- 1971 – BRIS bildas i Sverige av författaren Gunnel Linde och journalisten Berit Hedeby efter att en treårig flicka blivit misshandlad till döds av sin styvfar tidigare under året.[6]
- 1983 – KAL 007-incidenten inträffar, när passagerarflygplan på väg från Anchorage i Alaska till Sydkoreas huvudstad Seoul kommer ur kurs in på sovjetiskt luftrum och skjuts ned.
- 1985 – Vraket efter lyxkryssaren Titanic, som förliste på sin jungfrufärd 1912, återfinns för första gången. Det är en amerikansk-fransk expedition ledd av Jean-Loius Michel och Robert Ballard som lyckas hitta vraket. Det går hela 73 år innan tills man till slut lyckas finna Titanics vrak. Man vet inte riktigt var vraket befinner sig och är anledningen till att det tar så lång tid att finna fartyget. Också det stora havsdjupet är ett bekymmer. Det krävs utrustning som kan tåla ett omgivande tryck på cirka 370 kg per kvadratcentimeter eftersom skeppet antas ligga mer än 3 700–3 800 meter under vattenytan. Även tekniken spelar en stor roll för sökandet då man tidigare inte haft tillgång till avancerad datateknik. Efter en utökad modern teknik med ubåtar och möjligheten att ta skarpa bilder långt under vattenytan lyckas en amerikansk-fransk expedition ledd av Jean-Loius Michel och Robert Ballard den 1 september 1985 till sist lokalisera vraket på ett djup av 3 810 meter. För första gången förstår man efter att ubåtar med avancerad kamerateknik sökt igenom vrakplatsen att skeppet brutits sönder i två delar och ligger på botten med cirka 500 meters avstånd. Detta ändrar uppfattningen om hur förlisningen gick till - då man innan trott att vraket sjönk som ett helt fartyg. Upptäckten av vraket Titanic medför stor uppståndelse och är snart förstasidsenytt runtom i hela världen.
- 1986 – Det japanska spelföretaget Nintendo lanserar Nintendo Entertainment System (NES) i Sverige. Nintendo Entertainment System (NES) blir direkt en storsäljare på den snabbt växande TV-spelsmarknaden.
- 1990 – Tunnelbanestationen Unter den Linden i Berlin öppnas återigen, så att man efter 29 år på nytt kan åka tunnelbana mellan Öst- och Västberlin.

## Födda
- 1526 – Katarina Jagellonica, drottning av Sverige 1568–1583, gift med Johan III.
- 1731 – Ove Höegh-Guldberg, dansk statsman.
- 1785 – Philip Allen, amerikansk demokratisk politiker, guvernör i Rhode Island 1851–1853, senator 1853–1859.
- 1796 – Nathaniel S. Berry, amerikansk politiker, guvernör i New Hampshire 1861–1863.
- 1845 – Paul Sanford Methuen, brittisk fältmarskalk.
- 1854 – Engelbert Humperdinck, tysk kompositör.
- 1858 – Carl Auer von Welsbach, österrikisk kemist och uppfinnare.
- 1874 – Nils Sandström, svensk direktör och högerpolitiker.
- 1875 – Edgar Rice Burroughs, amerikansk författare, Tarzan.
- 1877
  - Francis Aston, brittisk kemist och fysiker, mottagare av Nobelpriset i kemi 1922.
  - Rex Beach, amerikansk författare och vattenpolospelare.
- 1878 – Emil Zilliacus, finlandssvensk författare, litteraturvetare och översättare.
- 1882 – Gunnar Bohman, svensk författare, kompositör och lutsångare.
- 1884 – Sigurd Wallén, svensk skådespelare, sångare, manusförfattare och regissör.
- 1887 – Otto Eissfeldt, tysk evangelisk teolog.
- 1898 – Marilyn Miller, amerikansk skådespelare och dansös.
- 1900 – Gunnar Hedlund, svensk politiker, partiledare för Centerpartiet 1949–1971
- 1901 – Andrej Vlasov, rysk militär.
- 1909 – Aina Rosén, svensk skådespelare.
- 1920 – Richard Farnsworth, amerikansk skådespelare.
- 1921 – Simon Spies, dansk, högst okonventionell affärsman och entreprenör.
- 1922
  - Yvonne De Carlo, amerikansk skådespelare.
  - Vittorio Gassman, italiensk skådespelare.
- 1925 – Roy J. Glauber, amerikansk fysiker, mottagare av Nobelpriset i fysik 2005.
- 1926 – Frank Lee Morris, amerikansk brottsling, rymling från Alcatraz.
- 1932 – Bengt Hallberg, svensk jazzpianist.
- 1933 – Håkan Serner, svensk skådespelare.
- 1938 – Per Kirkeby, dansk konstnär.
- 1939
  - Carl-Axel Dominique, svensk kompositör och musiker.
  - Lily Tomlin, amerikansk skådespelare.
- 1940 – Annie Ernaux, fransk författare, mottagare av Nobelpriset i litteratur 2022.
- 1942
  - António Lobo Antunes, portugisisk författare.
  - Gunnel Ginsburg, svensk illustratör.
  - C.J. Cherryh, amerikansk författare.

- 1944 – Ander Crenshaw, amerikansk republikansk politiker, kongressledamot 2001–.
- 1945 – Haris Silajdžić, bosnisk politiker.
- 1946 – Barry Gibb, brittisk sångare i The Bee Gees.
- 1947 – Al Green, amerikansk demokratisk politiker, kongressledamot 2005–.
- 1949 – P.A. Sangma, indisk politiker.
- 1954 – Richard Burden, brittisk parlamentsledamot för Labour.
- 1956 – Kim Jong-Hun, nordkoreansk fotbollsspelare.
- 1958 – Keith Cederholm, svensk brottsling.
- 1962 – Ruud Gullit, nederländsk professionell fotbollsspelare och tränare.
- 1964 – Mats Wester, svensk kompositör och musiker i gruppen Nordman.
- 1966 – Malin Hartelius, svensk operasångerska.
- 1967 – Eva Westerling, svensk skådespelare och sjukhusclown.
- 1971
  - Helena af Sandeberg, svensk skådespelare.
  - Hakan Şükür, turkisk fotbollsspelare.
  - Ricardo Antonio Chavira, amerikansk skådespelare.
- 1975 – Scott Speedman, brittisk-kanadensisk skådespelare.
- 1978 – Robert Pettersson, svensk sångare i bandet Takida.
- 1987 – Mats Zuccarello Aasen, norsk ishockeyspelare.
- 1989
  - Bill Kaulitz, tysk sångare, medlem i Tokio Hotel.
  - Tom Kaulitz, tysk gitarrist, medlem i Tokio Hotel.
- 1992 – Tomáš Nosek, tjeckisk ishockeyspelare.
- 1997 – Jungkook, Sydkoreansk pop-stjärna i bandet BTS.

## Avlidna
- 1159 – Hadrianus IV, född Nicholas Breakspear, påve sedan 1154.
- 1256 – Kujo Yoritsune, shogun av Japan.
- 1557 – Jacques Cartier, fransk upptäcktsresande.
- 1590 – Per Brahe den äldre, svensk greve och riksråd, riksdrots från 1569 till tidigare detta år.
- 1608 – Frans Hals, nederländsk konstnär.
- 1648 – Marin Mersenne, fransk filosof och matematiker.
- 1715 – Ludvig XIV, kung av Frankrike sedan 1643.
- 1729 – Richard Steele, irländsk författare och politiker, grundare av tidningarna The Spectator och The Tatler.
- 1828 – John Taylor Gilman, amerikansk federalistisk politiker, guvernör i New Hampshire 1794–1805 och 1813–1816.
- 1865 – Albert Clinton Horton, amerikansk demokratisk politiker.
- 1894 – Samuel J. Kirkwood, amerikansk republikansk politiker.
- 1897 – Curry Treffenberg, landshövding i Västernorrlands län 1873–1880 och i Kopparbergs län 1880–1892.
- 1906 – Giuseppe Giacosa, italiensk forfättare.
- 1913 – Anders Bjurholm, svensk bryggeriägare.
- 1922 – Prinsessan Helene av Waldeck och Pyrmont, hertiginna av Albany.
- 1941 – George Pardee, amerikansk läkare och politiker.
- 1953 – Jacques Thibaud, fransk violinist.
- 1957 – Dennis Brain, brittisk valthornist.
- 1961 – Åke Askner, svensk skådespelare.
- 1962 – Hans-Jürgen von Arnim, tysk generalöverste.
- 1964 – Otto Olsson, svensk organist och tonsättare.
- 1967 – Ilse Koch, tysk koncentrationslägervakt, krigsförbrytare.
- 1970 – François Mauriac, 84, fransk författare, mottagare av Nobelpriset i litteratur 1952.
- 1973 – Arthur V. Watkins, amerikansk republikansk politiker och jurist, senator (Utah) 1947–1959.
- 1980 – Sten Lindroth, professor i idé- och lärdomshistoria vid Uppsala universitet, ledamot av Svenska Akademien från 1968.
- 1981 – Albert Speer, nazistisk politiker, arkitekt.
- 1982 – Wladyslaw Gomulka, 77, polsk kommunistisk politiker.
- 1987 – Gerhard Fieseler tyskt flygaräss och flygplanskonstruktör.
- 1988 – Luis Alvarez, 77, amerikansk fysiker, mottagare av Nobelpriset i fysik 1968.
- 2005 – Erik Frank, 89, svensk kompositör och musiker (dragspel).
- 2008 – Don LaFontaine, 68, amerikansk röstskådespelare.
- 2009 – Maj Ödman, 94, svensk radio- och tv-personlighet.
- 2012
  - Hal David, 91, amerikansk låtskrivare.
  - William Petzäll, 24, svensk politiker och riksdagsledamot.
  - Gösta Sandberg, 85, svensk journalist och chefredaktör.
- 2014
  - Godane (Moktar Ali Zubeyr), 37, somalisk ledare för Al-Shabab.
  - Gottfried John, 72, tysk skådespelare (Goldeneye).
- 2016 – Jon Polito, 65, amerikansk skådespelare.
- 2023 – Jimmy Buffett, 76, amerikansk countrysångare, låtskrivare.
- 2024 – Evert Svensson, 99, svensk socialdemokratisk politiker.

### Fotnoter
1. ↑  Brylla, Eva (red.). Namnlängdsboken. Gjøvik: Norstedts ordbok, 2000 ISBN 91-7227-204-X
2. ↑  af Klintberg, Bengt. Namnen i almanackan. Gjøvik: Norstedts ordbok, 2001 ISBN 91-7227-292-9
3. ↑  ”Universitetets namnsdagsalmanacka - Universitetets almanacksbyrå”. almanakka.helsinki.fi. Helsingfors universitet. https://almanakka.helsinki.fi/sv/kalender-2025/. Läst 22 februari 2025.
4. ↑  ”Namnsdagsrevideringar - Universitetets almanacksbyrå”. almanakka.helsinki.fi. Helsingfors universitet. https://almanakka.helsinki.fi/sv/namnsdagar/namnsdagsrevideringar.html. Läst 3 oktober 2020.
5. ↑  ”Libya” (på engelska). World Statesmen. http://www.worldstatesmen.org/Libya.htm. Läst 23 september 2012.
6. ↑  ”BRIS”. Arkiverad från originalet den 12 oktober 2011. https://www.webcitation.org/62NLL3xla?url=http://www.bris.se/upload/Articles/BRIS_40ar.pdf. Läst 4 juli 2011.